# Pygoplites diacanthus
Pygoplites diacanthus es un pez marino y la única especie del género Pygoplites, de la familia Pomacanthidae. 
Su nombre más común en inglés es Regal angelfish, o Pez ángel real.
Es una especie ampliamente distribuida, común en muchas partes de su rango de distribución geográfica, y con poblaciones estables. También es una especie  exportada para el comercio de acuariofilia, aunque raramente sobrevive en cautividad, no soliendo superar más de seis meses.

## Morfología
Es un pez ángel, con un cuerpo corto y comprimido lateralmente, y una pequeña boca con dientes como cepillos. Tiene 14 espinas dorsales, entre 17 y 19 radios blandos dorsales, 3 espinas anales y 17-19 radios blandos anales.
La coloración base del cuerpo y la cabeza es naranja, más amarillento en la parte inferior, y tiene rayas blanco-azuladas verticales, bordeadas en negro, que se estrechan y angulan hacia la aleta dorsal, atravesando el cuerpo. La cabeza tiene varias rayas azules irregulares que la recorren. La parte posterior de la aleta dorsal es negra, y está salpicada de muchos puntitos muy próximos, de color azul. Y la parte posterior de la aleta anal, tiene rayas paralelas al contorno del cuerpo, alternando el color amarillo con azul. La aleta caudal es amarilla.  
Los especímenes jóvenes, tienen la coloración de la cabeza, cuerpo y aletas amarillenta, y van añadiendo a su librea rayas blancas verticales con el crecimiento. En la parte posterior de la aleta dorsal tienen un gran ocelo negro, bordeado con un anillo blanco.
Los machos miden hasta 25 centímetros de largo.

## Hábitat y comportamiento
Es una especie asociada a arrecifes y clasificada como no migratoria. Frecuenta arrecifes costeros, tanto en lagunas como en arrecifes pronunciados mar adentro. Y se les ve con frecuencia próximos a cuevas y grietas, dónde los juveniles se esconden con rapidez ante cualquier peligro.
Su rango de profundidad es entre 3 y 60 metros.
Los juveniles se localizan en aguas superficiales y protegidas, mientras que los adultos frecuentan áreas de rico crecimiento coralino y muros de arrecifes pronunciados. Los adultos ocurren solitarios, en parejas o en grupos. 

## Distribución geográfica
Se distribuye en el océano Indo-Pacífico. Es especie nativa de Arabia Saudí; Australia; Bangladés; Birmania; Camboya; Comoros; Islas Cook;  Egipto; Eritrea; Fiyi; Filipinas; Guam; India (Andaman Is., Nicobar Is.); Indonesia; Japón; Jordania; Kenia; Kiribati (Phoenix Is.); Madagascar; Malasia; Maldivas; Islas Marianas del Norte; Islas Marshall; Mauritius; Mayotte; Micronesia; Mozambique; Nauru; isla Navidad; Niue; Nueva Caledonia; Omán; Palaos; Papúa Nueva Guinea; Polinesia; Reunión; Samoa; Seychelles; Singapur; islas Salomón; Somalia; Sri Lanka; Sudáfrica; Sudán; Tailandia, Taiwán; Tanzania; Tokelau; Tonga; Tuvalu; Vanuatu; Vietnam; Wallis y Futuna; Yemen y Yibuti.

## Alimentación
El pez ángel real es omnívoro, y se alimenta principalmente de esponjas, tunicados y algas.

## Reproducción
Aunque no hay mucha información sobre el ciclo reproductivo de esta especie, como el resto de la familia, es dioica y ovípara.
La fertilización es externa, desovando en parejas. Las larvas son planctónicas.
No cuidan a sus alevines. La edad máxima reportada es de 15 años. Su resiliencia es de grado medio, con una población duplicada en un tiempo mínimo de 1.4 a 4.4 años.

## Galería

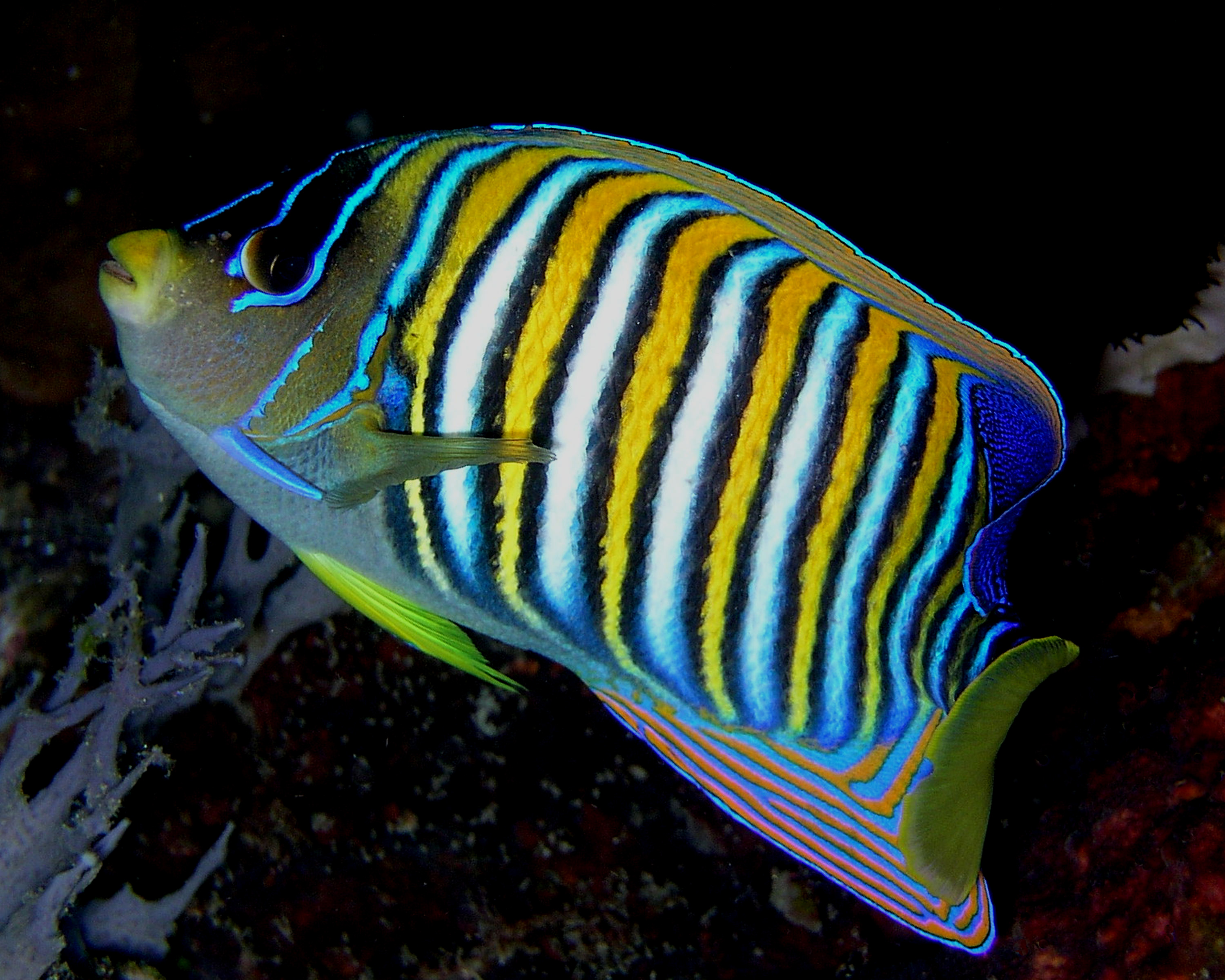
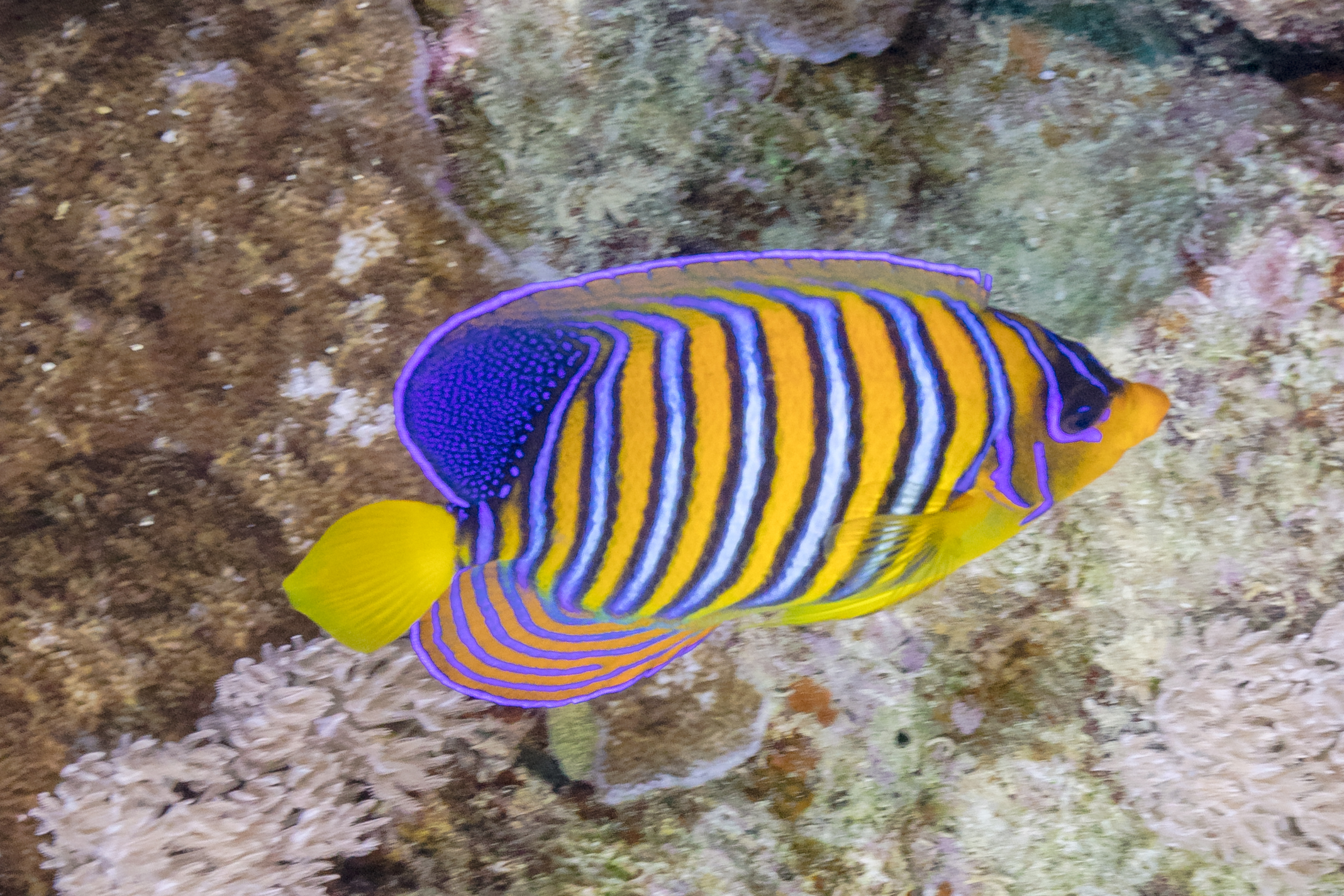
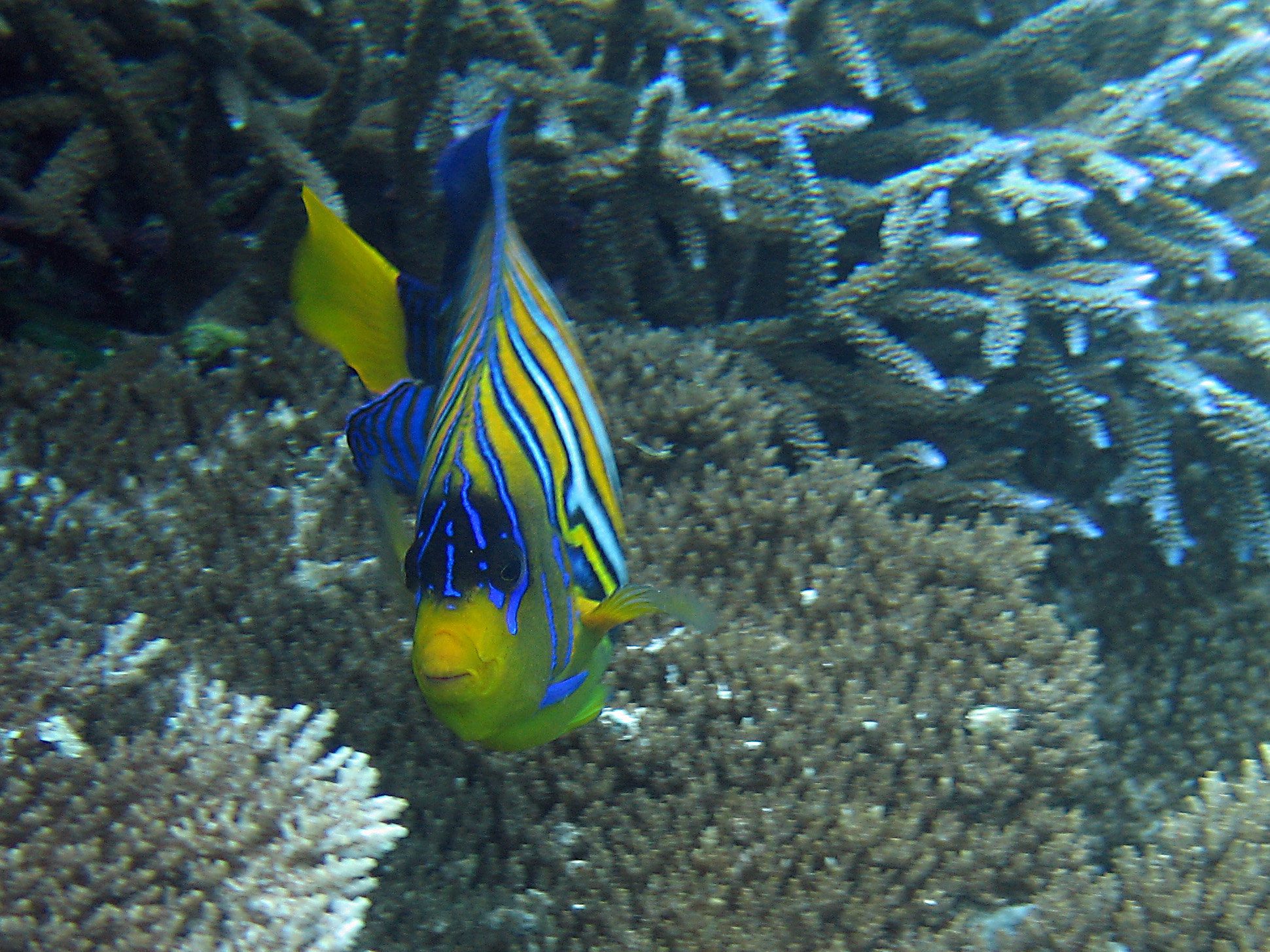
Ejemplar en Maldivas
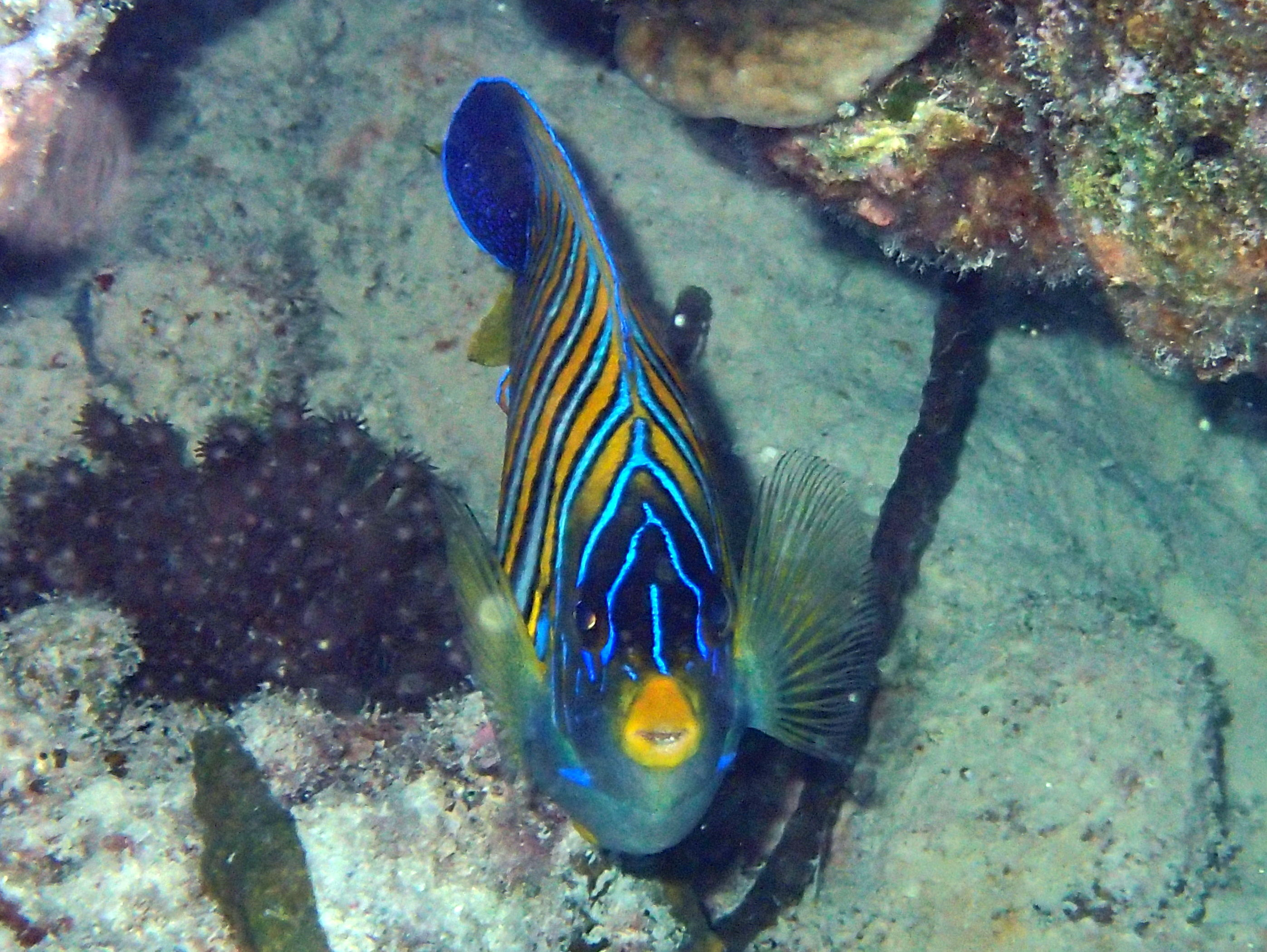
Vista frontal de P. diacanthus en Tonga
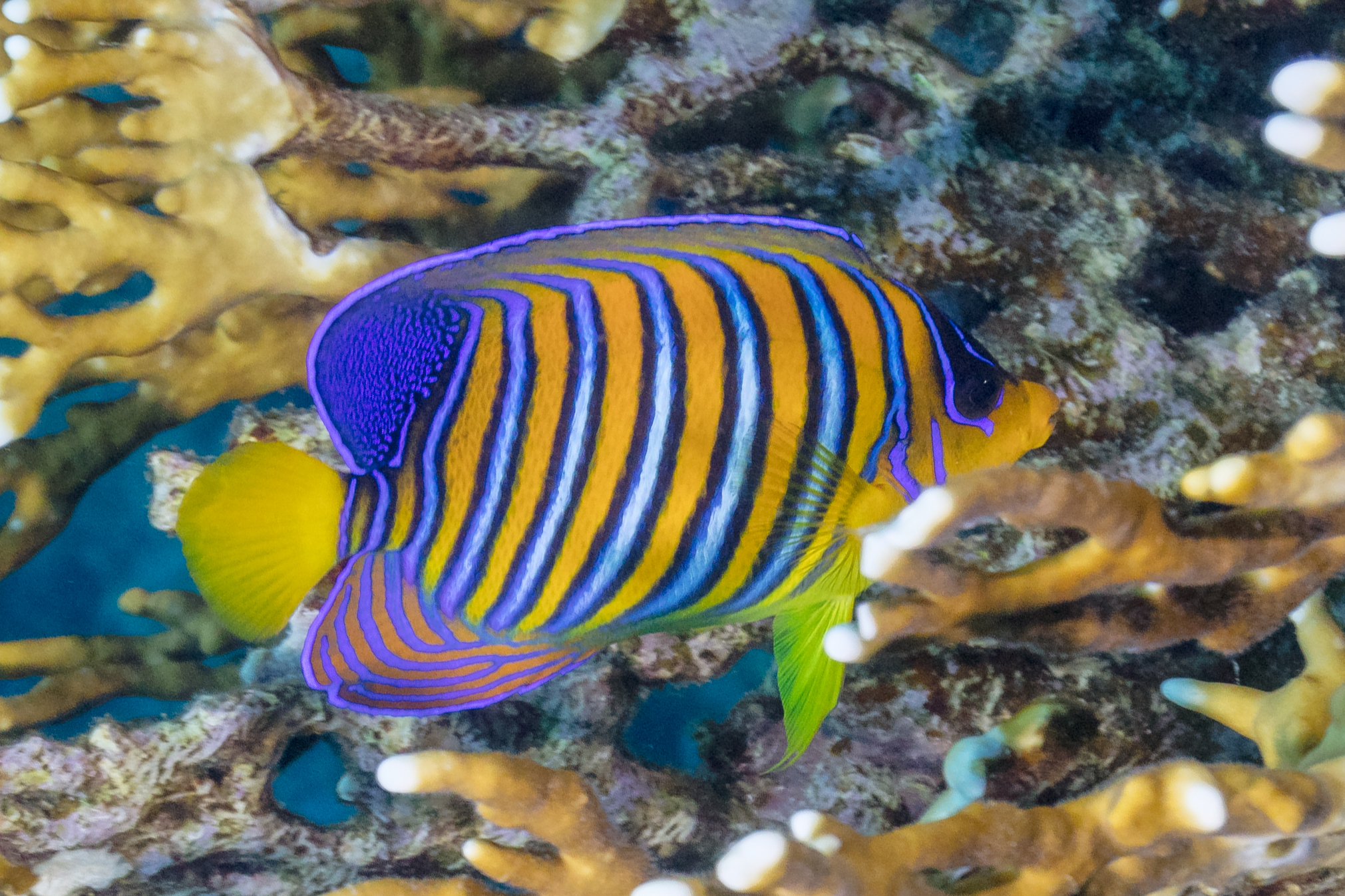
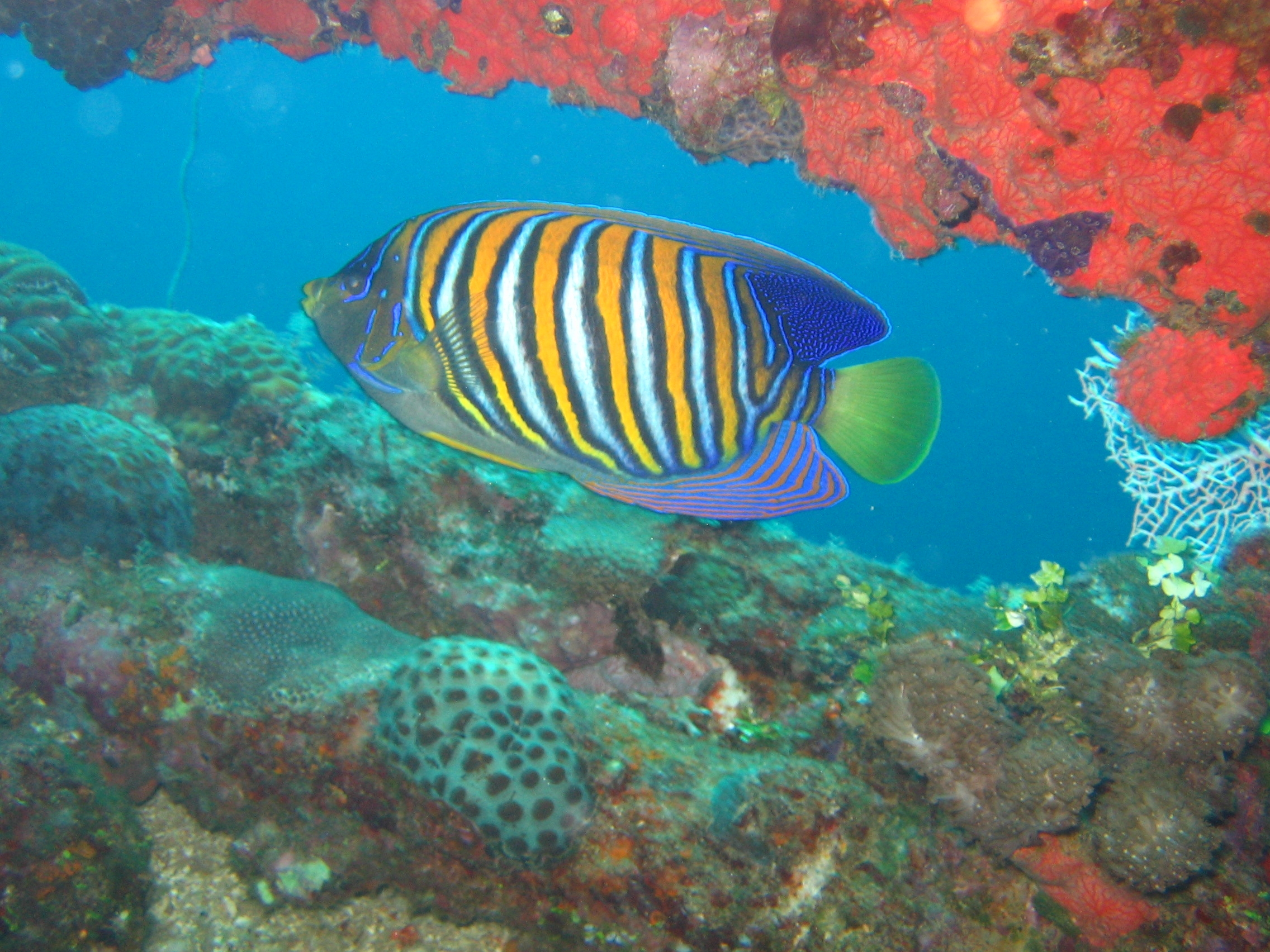
P. diacanthus en Chuuk, Micronesia
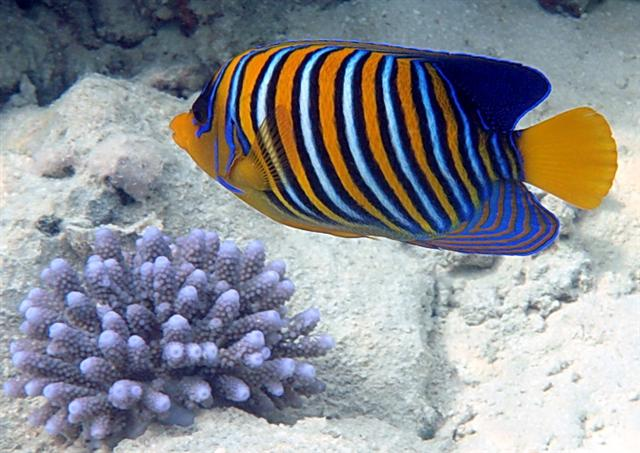
Junto a un coral Acropora en Maldivas
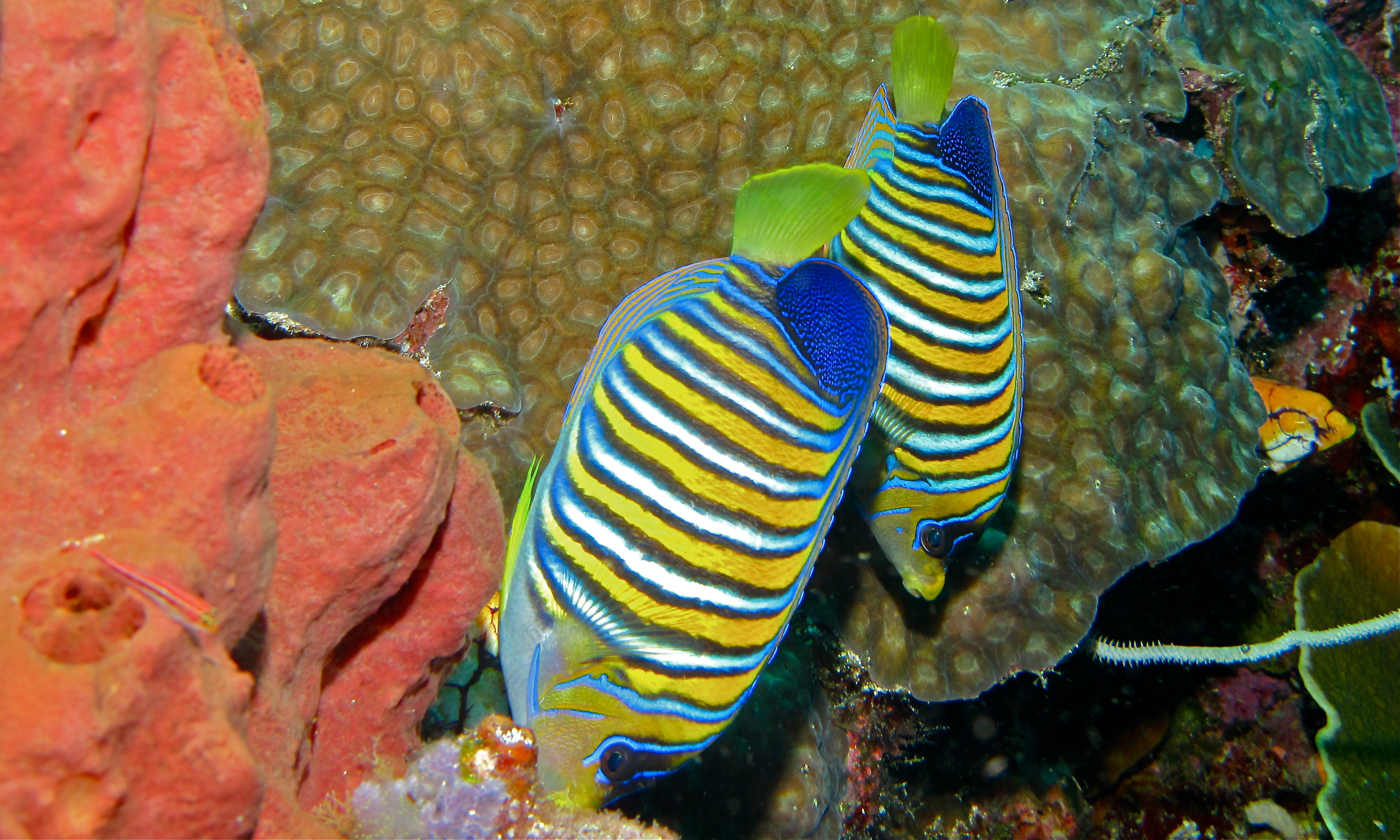
Pareja de P. diacanthus en Bunaken, Indonesia